# Unió Sud-africana
La Unió Sud-africana (anglès Union of South Africa; afrikaans Unie van Suid-Afrika) fou un estat de la Commonwealth, antecessor de l'actual república de Sud-àfrica. Es va constituir el 31 de maig de 1910, com a resultat de la consolidació de la colònies britàniques en la regió austral d'Àfrica sota un sol sistema de govern. Les colònies prèviament separades 
Colònia del Cap, Colònia de Natal, Colònia de Transvaal i Colònia del Riu Orange es van convertir en Províncies de la Unió Sud-africana com a Província del Cap, Natal, Transvaal i Província de l'Estat Lliure d'Orange, respectivament. Amb la transformació de Sud-àfrica d'un domini en la Comunitat Britànica de Nacions a una República en 1961, la Unió Sud-africana va deixar d'existir i des de llavors parteix de la història de l'estat de l'actual República de Sud-àfrica.

## Història
El 31 de maig de 1902 finalitza la Segona Guerra Bòer, mitjançant el Tractat de Vereeniging pel qual els bòers van reconèixer la sobirania britànica i aquests es van comprometre a reconstruir el país destrossat pels estralls de la guerra. Durant els anys següents a la guerra, els britànics es van dedicar a reconstruir el país, particularment les mines de Witwatersrand que produïen un terç del total d'or que s'extreia al món. Els britànics van seguir amb el seu pla d'unir als diferents estats a Sud-àfrica. Després de diversos anys de negociacions, el 31 de maig de 1910, just deu anys després de la fi de la segona guerra bóer, la Llei de la Unió va ser aprovada, unint la Colònia del Cap, Colònia de Natal, Transvaal i l'Estat Lliure d'Orange en un sol estat anomenat Unió Sud-africana. En aquesta unió tot el territori estaria sota l'administració britànica, concedint-se certa autonomia als afrikaners. Els territoris de Basutolàndia (actualment Lesotho), Betxuanalàndia (actualment Botswana), Swazilàndia i Rhodèsia (actualment Zimbàbue) van continuar sota el domini dels britànics.
L'anglès i el neerlandès foren declarats idiomes oficials. L'afrikaans no va ser reconegut com a oficial fins al 1925. A pesar de les campanyes dels negres i coloured per a obtenir dret al vot, aquest dret es va mantenir solament per als blancs i únicament els blancs podien ser membres del parlament. El primer Govern del nou estat va ser presidit pel general Louis Botha, i com a vicepresident el General Jan Smuts. Ambdós pertanyien al Partit Nacional de Sud-àfrica i seguien un línia política que afavoria als britànics i a la segregació racial. Altres bòers més radicals van desertar el partit per a formar-ne altre de nou anomenat Partit Nacionalista. Aquests últims advocaven pels interessos dels afrikaners, el desenvolupament paral·lel dels dos grups de blancs i la independència de la Gran Bretanya.
En 1924 el Partit Nacionalista dirigit per Hertzog va arribar al poder i el nacionalisme afrikaner va començar a prendre major força. L'idioma neerlandès va ser substituït oficialment per l'afrikaans. A mitjans de 1930 el Partit Nacionalista de Hertzog es va unir al més moderat Partit de Sud-àfrica de Smuts para formar el Partit Unit. Aquesta coalició es va esfondrar quan Smuts va prendre les regnes del partit i entre molta controvèrsia, va fer entrar Sud-àfrica del costat dels Aliats en la Segona Guerra Mundial. L'ala més conservadora del partit nacional simpatitzava amb l'Alemanya nazi durant la guerra i va buscar una segregació racial o apartheid més gran després de la guerra. El nacionalisme afrikaner, lluny d'extingir-se, es va intensificar quan Daniel François Malan va crear el Partit Nacional Purificat, el qual es va col·locar en el centre de la vida política del país. Per altra banda, una agrupació secreta dita "Afrikaaner Broederbond" formada en 1918 per a protegir la cultura dels afrikaners, va començar a prendre força fins a convertir-se en una força amb gran influència en el Partit Nacionalista. En 1961 després d'un referèndum Sud-àfrica es va convertir en República, renunciant voluntàriament a la Comunitat Britànica de Nacions després de les pressions internacionals per la seva política d'apartheid.

## Constitució

### Principals característiques
A diferència del Canadà i Austràlia, d'acord amb l'Acta de Sud-àfrica de 1909 la Unió va ser un estat unitari més que una federació, on cada parlament colonial fou abolit i reemplaçat pels consells provincials. Es va crear un Parlament bicameral, compost per una Assemblea i un Senat, sent els seus membres electes i elegits sobretot per la minoria blanca. Durant el transcurs de la Unió les immunitats van canviar en diverses ocasions sovint per a satisfer les necessitats del circumstancial govern. La supremacia parlamentària estava afermada i excepte per a salvaguardes processals les corts no podien intervenir en les decisions o a les polítiques del parlament.

### Capitals
A causa dels desacords sobre on havia d'emplaçar-se la capital de la Unió, es va arribar al compromís que es repartiria una part dels avantatges de la capital en cada província: l'administració s'assentaria a Pretòria (Transvaal), la seu del Parlament estaria a Ciutat del Cap (Província de Cap), la Càmera d'Apel·lacions estaria a Bloemfontein (Estat Lliure d'Orange), i a Pietermaritzburg (Natal) se li va donar una compensació financera. Aquest acord en definitiva segueix fins als nostres dies, amb la major part dels òrgans de l'Estat -amb les notòries excepcions del Tribunal Constitucional i la Comissió de Drets Humans (ambdós a Johannesburg), el Tribunal de Cassació i la Comissió de Serveis Judicials (ambdós a Bloemfontein) i el Parlament (Ciutat del Cap)- localitzats a Pretòria. No obstant això l'única referència en l'actual Constitució sud-africana és que Ciutat del Cap és la seu del Parlament.

### Relacions amb la Corona
La Unió va romandre sota la Corona Britànica com un domini autogovernat de l'imperi Britànic, i més tard de la Comunitat Britànica de Nacions. La monarquia estava representada a Sud-àfrica per un Governador General, mentre que el poder efectiu era exercit pel Primer Ministre (que era el Cap de Govern). Louis Botha, un antic general bòer, va ser designat primer com Primer Ministre de la Unió, encapçalant una coalició que representava les comunitats blanques afrikaners i angloparlants. Les acusacions criminals davant les corts eren exercides en nom de la Corona (citada en la forma Rex v Acusat) i els oficials de govern prestaven serveis en nom de la Corona. Durant la duració de la Unió la titularitat reial del monarca va ser modificada en definitiva creant la posició de Rei de Sud-àfrica.

### Idiomes
Originàriament segons una clàusula de la Constitució, el neerlandès era un idioma oficial juntament amb l'anglès, però va ser reemplaçat de facto per l'afrikaans en 1926, mentre que oficialment van coexistir el neerlandès i l'afrikaans legalment fins a l'any 1960.

### Els dies finals de la Unió i el seu llegat
Després d'un referèndum celebrat el 5 d'octubre de 1960, en el qual els blancs van votar a favor d'una república, la Unió va convertir en la República de Sud-àfrica el 31 de maig de 1961 i va abandonar la Comunitat Britànica de Nacions davant la condemna de les seves polítiques d'apartheid. Posteriorment el Parlament sud-africà va sancionar una Constitució que abolí l'Acta de Sud-àfrica. Les característiques de la Unió van ser traslladades amb canvis molt petits a la recent formada República. La decisió de transformar la Unió en una República fou decidida en el referèndum per un marge estret. La decisió juntament amb la insistència de Sud-àfrica en l'adhesió a la seva política de l'apartheid va causar la seva expulsió de facto de la Comunitat Britànica de Nacions de Nacions (Sud-àfrica va abandonar l'associació quan es va decidir que no li permetrien romandre en els termes que ella desitjava).

### Segregació
L'Acta de Sud-àfrica va tractar la raça en dues previsions específiques: en primer lloc va establir que el vot de la Colònia de Cap funcionés sense consideracions racials (encara que a causa de restriccions socioeconòmiques cap veritable expressió política dels africans era possible). En segon lloc va fer dels "afers nadius" una matèria del govern nacional. Per tant, va anar de pràctica establir un Ministre d'Afers Nadius.

## Motius per a la unificació
En acabar la Segona Guerra Bòer el 1902, les quatre colònies estaven per primera vegada sota una bandera comuna i el més significatiu obstacle per a la unificació que impedís anteriors plans ja no existia. Conseqüentment, el llargament anhelat desig de molts administradors colonials d'establir una estructura unificada es va fer immediatament possible. La temptativa anterior més notable probablement hagi estat el projecte de Federació de Lord Carnaveron.

### Unió duanera i aranzels comercials
La qüestió dels aranzels comercials havia estat una font permanent de conflicte entre les diverses unitats polítiques d'Àfrica del Sud. El nus de la crisi essencialment es devia al fet que el Transvaal era un estat sense sortida al mar que es ressentia per la seva dependència dels seus veïns, així com les despeses en els quals incorria per duana portuària i ferroviària. La Colònia de Cap era excessivament depenent de les rendes de duana com una font d'ingressos fiscals i posteriorment competia directament tant amb Natal com amb Àfrica Oriental Portuguesa (Moçambic). En el moment d'unificació la major part de la càrrega destinada a l'àrea de Witwatersrand obstaculitza per Lourenço Marques (ara Maputo, a Moçambic) degut en gran part a la distància relativa i la política de reduir la seva dependència de l'Imperi britànic. La Unió Duanera Sud-africana va néixer en 1906, però van existir diversos problemes amb els acords en particular perquè el Transvaal es resistia a deixar-se dominar per la Unió. Després de la unificació, la Unión Duanera Sud-africana va seguir existint incloent als altres territoris britànics (els Protectorats i Rhodèsia)

## La Unió Sud-africana i Rhodèsia del Sud
En 1922 la colònia Rhodèsia del Sud va tenir la possibilitat (en última instància rebutjada) d'entrar a la Unió mitjançant un referèndum. El referèndum va resultar del fet que cap a 1920 el control per la Companyia Britànica d'Àfrica del Sud a Rhodèsia del Sud ja no era practicable i calia alguna forma de 'govern responsable'. Una manera de Govern Responsable afavorit dintre de Rhodèsia del Sud, entre d'altres, (sobretot an Matabelelàndia) era l'ingrés a la Unió de Sud-àfrica. Abans del referèndum de Rhodèsia del Sud es va efectuar una visita a Ciutat del Cap on el Primer Ministre de Sud-àfrica, Jan Smuts, finalment va oferir termes que va considerar raonables i que el govern del Regne Unit va trobar acceptables. Encara que l'opinió entre el govern de Regne Unit, el govern sud-africà i la Companyia Britànica d'Àfrica del Sud afavorís l'opció de la unió (i cap va tractar d'interferir en el referèndum), quan es va fer el referèndum els resultats van ser el 59,40% a favor del Govern Responsable per a una colònia separada i el 40,60% en favor de la incorporació a la Unió Sud-africana.

## La Unió Sud-africana i Àfrica del Sud-oest
Després de l'esclat de la Primera Guerra Mundial en 1914 la Unió Sud-africana va ocupar i va annexar la colònia alemanya de l'Àfrica del Sud-oest Alemanya. Amb l'establiment de la Societat de Nacions i el cessament de la guerra, Sud-àfrica va obtenir un Mandat Classe C per a administrar Àfrica del Sud-oest "conforme a les lleis del mandatari (Sud-àfrica) com a parts integrals del seu territori". Posteriorment la Unió Sud-africana va considerar Àfrica del Sud-oest com una cinquena província, encara que aquest mai va ser un status oficial. Amb la creació de les Nacions Unides, la Unió va sol·licitar la incorporació d'Àfrica Sud-oest, però la seva demanda va ser rebutjada per les Nacions Unides, que van convidar Sud-àfrica a preparar un acord d'administració fiduciària. Aquesta invitació va ser per la seva banda rebutjada per la Unió, que ulteriorment no va modificar l'administració d'Àfrica del Sud-oest i va seguir adherida al mandat original. Aquest va causar un conjunt de complexes discussions legals, que no havien finalitzat quan la Unió va ser substituïda per la República de Sud-àfrica. El 1949, la Unió va aprovar una llei duent l'Àfrica del Sud-oest a una associació més propera, fins i tot donant representació a l'Àfrica del Sud-oest en el parlament sud-africà. El mandat va ser revocat oficialment per l'Assemblea General de les Nacions Unides el 1966. Sud-àfrica no va reconèixer la resolució i els comissionats fins a 1988 quan s'entrà en un procés de negociació de la transició a la independència d'aquest territori. Finalment assolí la seva independència de Sud-àfrica com a Namíbia en 1990. Val la pena també notar que Walvis Bay que està ara a Namíbia integrava la Unió Sud-africana; era originàriament part de la Colònia de Cap en el moment de la Unificació (dintre del districte magistral de Ciutat del Cap). En 1921 Walvis Bay va ser integrada al Mandat Classe C sobre Àfrica del Sud-oest per a la resta de la durada de la Unió i per part de l'era de la República (fins a 1994).

## El Tractat de Westminster
L'Estatut de Westminster,sancionat pel parlament Imperial el desembre de 1931, que abolí l'Acta de Validesa de Lleis Colonials i va implementar la Declaració Balfour de 1926 va tenir un profund impacte sobre l'estructura constitucional i l'estatus de la Unió. L'efecte més notable fou que el Parlament Sud-africà va ser alliberat de moltes de les restriccions concernents als anomenats "assumptes nadius". No obstant això, la derogació no va ser suficient per a permetre al Parlament Sud-africà ignorar les clàusules fermament establertes de la seva Constitució (l'Acta de Sud-àfrica) que va conduir a la crisi constitucional dels anys de 1950.